# Born to Be Bad
Born To Be Bad (МФА:[bɔːrn tuː biː bæd]; с англ. — «Рождённая быть плохой») — редкие демо-записи хард-рок-группы Runaways. Запись сделана в 1975 году, выпущена в 1993 году.

## Обзор
«Born To Be Bad» — единственный альбом с оригинальным составом группы, состоящим из Мики Стил в качестве вокалистки и басистки, Джоан Джетт как гитаристки и Сэнди Уэст в роли ударника.
Вскоре Стил была уволена из-за того, как она сама заявила в 2001 году, что «она отказалась от сексуальных домогательств со стороны Кима Фоули» и на её место пришли басистка Пегги Фостер и 19-летний вокалист Пол Голдвин[уточнить], который, собственно, продержался лишь 2 недели и на его место взяли Чери Карри[уточнить]. Фостер же продержалась до декабря 1975 года, но была заменена Джеки Фокс.
Рейтинг AllMusic дал альбому две с половиной звезды из пяти.
| Оценки критиков | Оценки критиков |
| Источник        | Оценка          |
| --------------- | --------------- |
| AllMusic        | [ 1 ]           |

## Список композиций
| №                   | Название              | Длительность |
| ------------------- | --------------------- | ------------ |
| 1.                  | «Yesterday's Kids»    | 2:32         |
| 2.                  | «Is It Day or Night?» | 2:39         |
| 3.                  | «Let's Party Tonight» | 2:21         |
| 4.                  | «All Right Now»       | 3:20         |
| 5.                  | «Thunder»             | 2:16         |
| 6.                  | «Rock 'N' Roll»       | 3:57         |
| 7.                  | «American Nights»     | 3:40         |
| 8.                  | «California Paradise» | 2:10         |
| 9.                  | «I'm a Star»          | 1:58         |
| 10.                 | «You Drive Me Wild»   | 2:54         |
| 11.                 | «Born to Be Bad»      | 4:12         |
| 12.                 | «Wild Thing»          | 3:45         |
| Общая длительность: | Общая длительность:   | 34:09        |

## Участники записи
Кредиты[уточнить] адаптированы[уточнить] из примечаний к альбому.
Runaways
- Мики Стил — вокал, бас-гитара[4]
- Джоан Джетт — гитара, бэк-вокал
- Сэнди Уэст — ударные, бэк-вокал

Продюсер
- Ким Фоули